# Microsoft Office Document Imaging
см. также Microsoft Document Imaging Format
Microsoft Office Document Imaging (MODI) — компонент, входящий в состав пакета Microsoft Office и служащий для распознавания и редактирования документов, отсканированных в Microsoft Office Document Scanning.
Впервые появился в Microsoft Office XP и включался в последующие версии пакета, в том числе Office 2007. Не доступен, начиная с Office 2010. Для установки Document Imaging в Office 2010 Microsoft выпустила пакет SharePoint Designer 2007.
MODI может читать и писать небольшие изображения формата TIFF. Он также может сохранять распознанный текст в оригинальный TIFF-файл. По умолчанию движок OCR требует правильной ориентации страницы при распознавании. Если вызвать метод objectname.save(), он может записать исправленное положение страницы в исходный файл.
Имеет невысокую точность распознавания символов, кроме того, предъявляет высокие требования к качеству входных изображений.

## Программирование
Через интерфейс COM MODI предоставляет интерфейс объектной модели типа документ или изображение. Важная особенность — возможность встраиваться в веб-интерфейс для распознавания изображений.
Объект MODI доступен из средств разработки через программный интерфейс модели COM. Элементы управления MODI доступны через средства разработки, которые поддерживают интерфейс ActiveX. Программный модуль, реализующий такую функциональность, называется Microsoft Office Document Imaging Viewer Control 11.0 или 12.0 (MDIVWCTL.DLL).
Пример использования на Visual Basic .NET:
```
Dim
 
inputFile
 
As
 
String
 
=
 
"C:\test\multipage.tif"

Dim
 
strRecText
 
As
 
String
 
=
 
""

Dim
 
Doc1
 
As
 
MODI
.
Document

Doc1
 
=
 
New
 
MODI
.
Document

Doc1
.
Create
(
inputFile
)

Doc1
.
OCR
()
  
' распознавание всех страниц, если файл многостраничный

Doc1
.
Save
()
 
' сохранение переориентированное изображение в оригинальный файл и текст туда же, обратно во входной файл

For
 
imageCounter
 
As
 
Integer
 
=
 
0
 
To
 
(
Doc1
.
Images
.
Count
 
-
 
1
)
 
' срабатывает на кождой странице

    
strRecText
 
&=
 
Doc1
.
Images
(
imageCounter
).
Layout
.
Text
    
' помещение результатов работы в строку

Next

File
.
AppendAllText
(
"C:\test\testmodi.txt"
,
 
strRecText
)
     
' сохранение распознанного файла на диск

Doc1
.
Close
()
 
' очистка

Doc1
 
=
 
Nothing

```

## Изменения с Office 2003 SP3
В Office 2003 Service Pack 3, Microsoft исключила ассоциации с файлами типа .TIFF с приложением Microsoft Office Document Imaging, как часть пакета исправления проблем безопасности. Также TIFF-файлы более не используют JPEG-сжатие. Никаких объяснений на этот счёт дано не было.
В Office 2010 MODI полностью отвергнут. Это изменение также затронуло дерево установки, которое не показывает пункт MODI Help, OCR. Internet Fax feature в Office 2010 используют «Windows Fax»-драйвер принтера для генерации изображений формата TIF. MODI и все его компоненты убраны в версии офиса для 64-bit Office 2010.